# Fieldsboro (New Jersey)
Fieldsboro est un borough situé dans le comté de Burlington, dans l'État du New Jersey, aux États-Unis.

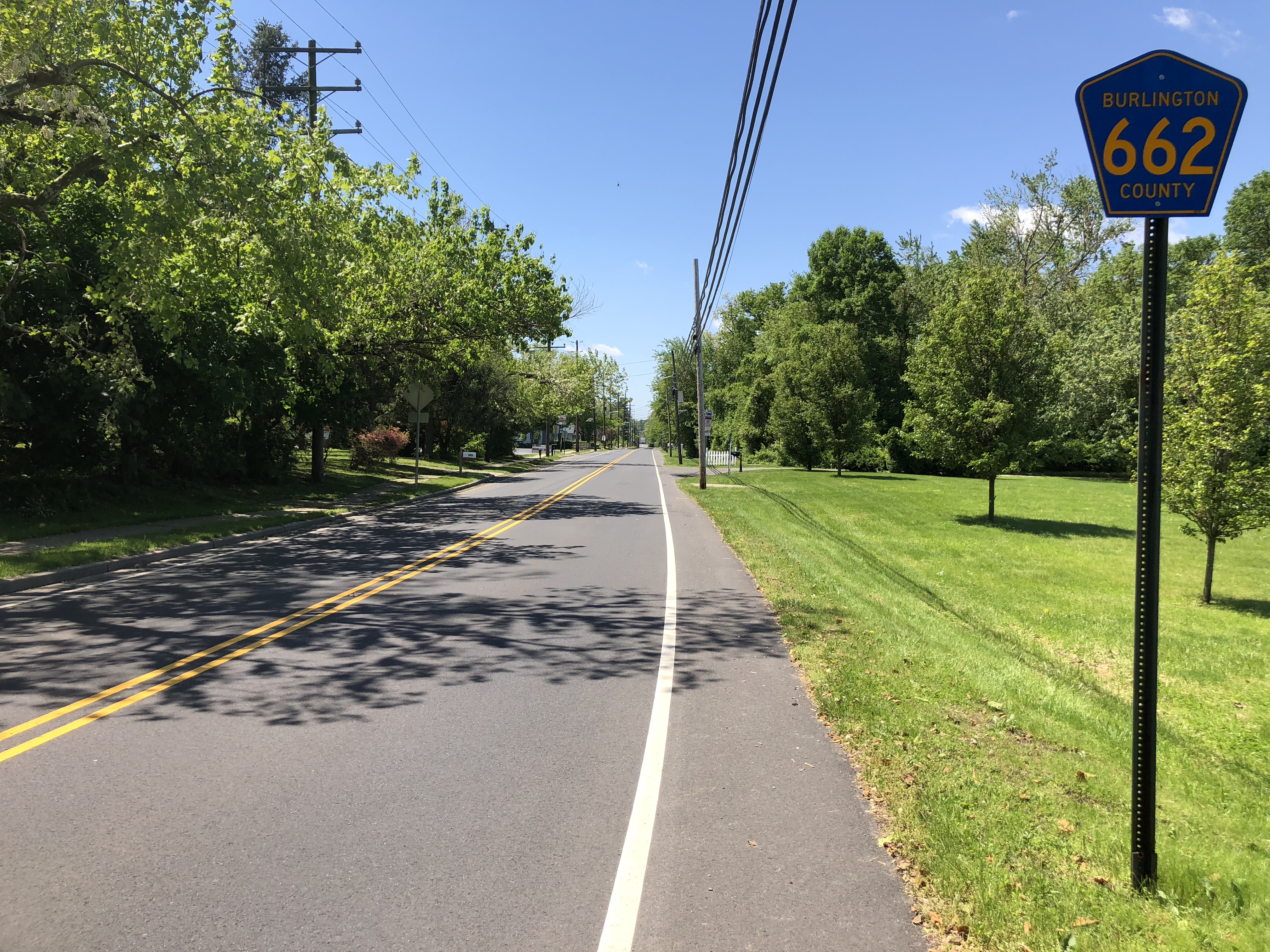
La route 662 à Fieldsboro